# Ivan Dresser
Ivan Chandler Dresser (Flandreau, 3 luglio 1896 – New York, 27 dicembre 1956) è stato un mezzofondista statunitense, specializzato nei 3 000 metri piani.

## Palmarès

### Olimpiadi
- Oro a Anversa 1920 nei 3 000 metri piani a squadre.